# Philothamnus chifunderai
Philothamnus chifunderai — вид змій родини полозових (Colubridae). Описаний у 2023 році.

## Поширення
Вид поширений в Центральній та Східній Африці (північна Ангола, більша частина ДР Конго, Бурунді, Кенія, Руанда, Танзанія та Уганда).